# غازیان (پرنده)
غازیان (Anserinae) زیرخانواده‌ای از خانوادهٔ مرغابیان و راستهٔ غازسانان (Anseriformes) هستند. قوها و غازها از زیرتیرۀ غازیان هستند.

غاز